# Adrian Diaconu
Adrian Diaconu (Ploiești, 9 giugno 1978) è un ex pugile rumeno.

## Palmarès

### Mondiali dilettanti
- 2 medaglie:
  - 1 argento (Houston 1999 nei pesi medi)
  - 1 bronzo (Budapest 1997 nei pesi superwelter)

### Europei dilettanti
- 1 medaglia:
  - 1 bronzo (Minsk 1998 nei pesi superwelter)